# Anthelephila foutensis
Anthelephila foutensis es una especie de coleóptero de la familia Anthicidae.

## Distribución geográfica
Habita en Guinea.